# Миссис Макгинти с жизнью рассталась
«Миссис Макгинти с жизнью рассталась» (англ. Mrs McGinty's Dead) — детективный роман английской писательницы Агаты Кристи 1952 года издания. Это один из шести романов о Пуаро, в которых фигурирует писательница Ариадна Оливер.

## Сюжет
Джеймс Бентли, снимавший жильё у пожилой уборщицы миссис Макгинти в деревне Бродхинни, арестован по обвинению в её убийстве с целью ограбления — под доской пола она хранила 30 фунтов стерлингов, найденные неподалёку от дома. Улики указывают на его виновность, Бентли судят и приговаривают к смертной казни. Однако инспектор, занимавшийся делом, не очень уверен в его виновности и обращается за помощью к Эркюлю Пуаро.
Пуаро соглашается заняться расследованием и выезжает на место преступления. Он общается с людьми, в домах которых убирала миссис Макгинти, но от них ему не удаётся узнать ничего существенного. Большинство не сомневается, что Бентли виновен в убийстве.
В вещах покойной Пуаро обнаруживает газету, вышедшую за несколько дней до убийства, из которой вырезана одна из статей. Он устанавливает, что в статье рассказывалось о судьбах четырёх женщин, имевших отношение к громким уголовным делам прошлого, и были опубликованы их фотографии. Миссис Макгинти перед смертью написала в редакцию газеты, что знает, у кого хранится одна из фотографий, и попросила денег за эту информацию. Пуаро предполагает, что её убили, чтобы она никому не рассказала об этом, и что кто-то из жителей Бродхинни имеет отношение к одному из этих дел.

## Действующие лица
- Эркюль Пуаро — выдающийся криминолог, есть две вещи к которым он не безразличен: расследование преступлений и собственный желудок. Особую страсть Пуаро испытывает и к своем шикарным усам.
- Старший инспектор Спенс — здоровяк, старательный и дотошный работник, не желающий признавать, что лучшее — враг хорошего.
- Миссис Макгинти — жертва приступа любопытства, оказавшегося для неё роковым.
- Джеймс Бентли — не располагающий к себе горемыка, ждущий, когда его повесят.
- Морин Саммерхейз — хозяйка и повариха дома для приезжих, где дело поставлено на редкость безалаберно;сказать, что эта роль для неё - значит не сказать ничего.
- Джонни Саммерхейз — человек настроения, довольно вспыльчивый, однако никогда не забывает о своем кредо «положение обязывает».
- Бесси Берч — смерть тетушки не очень её опечалила, скорее причинила неудобства.
- Мод Уильямс — блондинка до мозга костей, понятие «дама» едва ли к ней применимо.
- Лора Апуорд — имела неосторожность высунуться.
- Доктор Рендел — не чужд к лёгкой и точно выверенной лести.
- Миссис Уэтерби — из отряда ипохондриков, гордится своей тонкой душевной организацией.
- Робин Апуорд — избалованный молодой драматург, слишком хорошо знающий свою выгоду.
- Шила Рендел — худенькая и бледная женщина с нервными, не находящими себе места руками.
- Дейдри Хендерсон — неловкая, малопривлекательная и абсолютно несчастная.
- Роджер Уэтерби — угрюмый отчим Дейдри, который не слишком с ней церемонится, человек в высшей степени неприятный.
- Ариадна Оливер — писательница, её отличают любовь к яблокам и желание оставаться в тени.
- Ив Карпентер — весьма обаятельная, хоть и невоспитанная обладательница прекрасных глаз с поволокой.
- Гай Карпентер — подающий надежды политик, которому совершенно не улыбается, что его просчёты стали достоянием гласности.

## Экранизации
- 1964 — «Самое жуткое убийство». Вместо Пуаро дело в фильме расследует Мисс Марпл в исполнении Маргарет Рутерфорд.
- 2008 — «Миссис Макгинти мертва», в главной роли Дэвид Суше